# .bl
.bl – domena internetowa przypisana do Saint-Barthélemy. 
Domenę przydzielono 21 września 2007 w związku ze zmianą statusu politycznego Saint-Barthélemy.
Obecnie nie jest jeszcze w użyciu.